# Kocakaya, Vezirköprü
Kocakaya là một xã thuộc huyện Vezirköprü, tỉnh Samsun, Thổ Nhĩ Kỳ. Dân số thời điểm năm 2010 là 417 người.